# Mkalamo (Tanga)
Mkalamo è una circoscrizione rurale (rural ward) della Tanzania situata nel distretto di Pangani, regione di Tanga. Conta una popolazione di 5 565 abitanti (censimento 2012).